# Giangiacomo Ciaccio Montalto
Giangiacomo Ciaccio Montalto (Milano, 20 ottobre 1941 – Valderice, 25 gennaio 1983) è stato un magistrato italiano, vittima di Cosa nostra.

## Biografia

### Origini e formazione
Nato a Milano da famiglia trapanese, suo padre, Enrico, era magistrato di Cassazione. Il nonno materno, Giacomo Montalto, era notaio e fu sindaco di Erice. Il fratello Enrico, giovane dirigente comunista, partecipò alle lotte bracciantili nel dopoguerra. Enrico morì a 22 anni in un incidente stradale.

### L'ingresso e la carriera in magistratura
Entrò in magistratura nel 1970 e divenne Sostituto procuratore della Repubblica di Trapani, dove era arrivato nel 1971. Negli anni '70 è stato pubblico ministero nel processo contro Michele Vinci, condannato per i delitti del cosiddetto "mostro di Marsala", che nella città siciliana aveva rapito, gettato in un pozzo e lasciato morire tre bambine, tra cui una nipote.
Dal 1977 Ciaccio Montalto si trovò ad indagare sul coinvolgimento dei mafiosi della provincia di Trapani nel traffico di droga e sui loro legami con il mondo imprenditoriale e bancario trapanese: l'arresto ad Alcamo di un corriere con 5 kg di eroina destinati agli Stati Uniti fece nascere nel magistrato il convincimento della presenza nel trapanese di un laboratorio clandestino per la produzione della droga (intuizione che sarà confermata solo qualche anno più tardi) e Ciaccio Montalto basò questa ricerca su accertamenti patrimoniali nelle banche di Trapani per ricostruire il percorso del denaro sporco che accompagnava i traffici, investigazioni considerate rivoluzionarie per l'epoca.
A fine anni '70 il suo lavoro si concentrò sul clan dei Minore: Antonino detto "Totò", Calogero, Giuseppe e Giacomo. Sulla scrivania di Montalto finì, su sua richiesta, un dossier dei carabinieri in cui venivano riportate le attività del clan: omicidi, corruzione, spaccio di stupefacenti, traffico d'armi. 
Ciaccio Montalto portò avanti varie indagini come quella sul sequestro dell'industriale Michele Rodittis, concluso con l'omicidio dei responsabili da parte del clan dei Minore, alleato dei Corleonesi. Montalto fece riesumare perfino la salma di Giovanni Minore per verificare che fosse realmente morto d'infarto e si dice che quest'azione fu considerata blasfema dai Minore. Nel '79 Ciaccio Montalto chiese un mandato di cattura per traffico di materiale bellico per Totò Minore che fuggì da Trapani per evitare di essere arrestato.
Infine nell'ottobre 1982 Ciaccio Montalto spiccò quaranta ordini di cattura per associazione mafiosa contro mafiosi e imprenditori della zona, che però furono tutti scarcerati per insufficienza di prove nel giro di qualche mese. Ciaccio Montalto ricevette delle minacce e una croce nera fatta con una bomboletta spray sul cofano della sua Volkswagen Golf.
Montalto fino al 1982 visse con la moglie Marisa La Torre, anch'ella trapanese, e con le loro tre figlie Maria Irene, Elena e Silvia. Nel 2001 Marisa diverrà per alcuni mesi vicesindaco di Trapani. Deluso dallo scarso risultato delle sue inchieste, Montalto decise poi di chiedere il trasferimento a Firenze, in Toscana, dove si era insediata da tempo una folta "colonia" di mafiosi trapanesi, come da lui denunciato nel corso di un'intervista televisiva.

### L'omicidio
Intervistato il 15 ottobre 1982 dal giornalista Fausto Spegni per la rubrica televisiva TG2 Dossier, Ciaccio Montalto denunciò l'isolamento dei magistrati nella lotta alla mafia: «(...) siccome siamo in pochi, pochi che ce ne possiamo occupare, pochi che abbiamo determinate conoscenze, la cosiddetta memoria storica, e privi di determinati mezzi, va a finire che le nostre conoscenze (...) finiscono col diventare un patrimonio personale (...). Tutto ciò finisce per individualizzare la lotta al fenomeno mafioso». Tre settimane prima di essere ucciso, il magistrato si recò a Trento per incontrarsi con il procuratore Carlo Palermo al fine di scambiarsi informazioni riservate sull'inchiesta che riguardava il traffico di stupefacenti.
Tuttavia nella notte del 25 gennaio 1983 alle 01:30 venne ucciso a Valderice da tre uomini armati di mitraglietta e due pistole calibro 38 mentre rientrava a casa, privo di scorta e a bordo della sua Volkswagen Golf I non blindata nonostante le minacce ricevute. I vicini non avvertirono le autorità perché sospettavano fossero spari legati ai cacciatori di frodo e così il corpo esanime del magistrato venne ritrovato da un pastore alle 6:45. Ciaccio Montalto aveva quarantuno anni.

## Le esequie
Le esequie di stato furono celebrate nella cattedrale di San Lorenzo dal vescovo di Trapani monsignor Emanuele Romano. Accorsero circa ventimila persone. Il Presidente della repubblica Sandro Pertini presiedette poche ore dopo una convocazione ufficiale del Consiglio superiore della magistratura a Palermo dove disse: « il popolo italiano non può essere confuso con il terrorismo e il popolo siciliano non può essere confuso con la mafia ». 
Pochi giorni dopo l'omicidio, lo scrittore ed intellettuale Leonardo Sciascia (eletto deputato nelle liste del Partito Radicale) presentò un'interrogazione parlamentare con cui chiedeva spiegazioni al ministro dell'Interno, Virginio Rognoni, sulle motivazioni per cui Ciaccio Montalto non fosse stato dotato di una scorta nonostante avesse espresso timori per la propria incolumità personale.

## Le indagini sull'omicidio
Dell'omicidio venne sospettato il boss trapanese Salvatore Minore, il quale era già ricercato per omicidio e associazione mafiosa in seguito alle inchieste di Ciaccio Montalto. Si accertò solo nel 1998 che Minore era stato ucciso nel 1982 dai Corleonesi e il suo cadavere fatto sparire, ma nel frattempo egli fu condannato nel 1989 in primo grado all'ergastolo in contumacia per l'omicidio di Ciaccio Montalto, insieme ai mafiosi siculo-americani Ambrogio Farina e Natale Evola, ritenuti gli esecutori materiali del delitto; tuttavia i tre imputati vennero assolti nel 1992 dalla Corte d'Appello di Caltanissetta e la sentenza d'assoluzione venne confermata nel 1994 dalla Cassazione.
Nel 1995 le dichiarazioni di alcuni collaboratori di giustizia (Rosario Spatola, Giacoma Filippello, Vincenzo Calcara e Matteo Litrico) portarono all'identificazione dei veri responsabili dell'omicidio: vennero infatti rinviati a giudizio i boss mafiosi Salvatore Riina, Mariano Agate, Mariano Asaro (ritenuto l'esecutore materiale) e l'avvocato massone Antonio Messina, che avevano ordinato il delitto perché il trasferimento ormai deciso del magistrato alla Procura di Firenze avrebbe minacciato gli interessi mafiosi in Toscana. Nel 1998 Riina e Agate vennero condannati all'ergastolo in primo grado mentre l'avvocato Messina e Mariano Asaro vennero assolti perché accusati soltanto da Spatola e Calcara, ritenuti inattendibili; la sentenza venne anche confermata nei successivi due gradi di giudizio.